# Фалмут (Массачусетс)
Фалмут (англ. Falmouth) — місто (англ. town) в США, в окрузі Барнстебел штату Массачусетс. Населення — 32 517 осіб (2020).

### Клімат
| Клімат : Фалмут              | Клімат : Фалмут | Клімат : Фалмут | Клімат : Фалмут | Клімат : Фалмут | Клімат : Фалмут | Клімат : Фалмут | Клімат : Фалмут | Клімат : Фалмут | Клімат : Фалмут | Клімат : Фалмут | Клімат : Фалмут | Клімат : Фалмут | Клімат : Фалмут |
| Показник                     | Січ.            | Лют.            | Бер.            | Квіт.           | Трав.           | Черв.           | Лип.            | Серп.           | Вер.            | Жовт.           | Лист.           | Груд.           | Рік             |
| Середній максимум, °C        | 3,4             | 4,3             | 7,3             | 12,3            | 17,4            | 22,6            | 25,8            | 25,6            | 22,2            | 16,8            | 11,9            | 6,5             | 14,7            |
| Середня температура, °C      | −0,8            | 0,1             | 3,2             | 7,9             | 13,1            | 18,4            | 21,8            | 21,5            | 17,8            | 12,3            | 7,6             | 2,3             | 10,5            |
| Середній мінімум, °C         | −6,1            | −5,1            | −1,7            | 3,2             | 8,3             | 13,9            | 17,4            | 17,0            | 12,9            | 7,1             | 2,3             | −2,9            | 5,6             |
| Норма опадів, мм             | 104             | 91              | 132             | 114             | 89              | 96              | 85              | 100             | 99              | 107             | 115             | 115             | 1248            |
| Вологість повітря, %         | 68.6            | 67.9            | 66.4            | 66.9            | 70.3            | 73.7            | 75.6            | 75.6            | 75.2            | 71.8            | 69.8            | 69.5            | 71.0            |
| ---------------------------- | --------------- | --------------- | --------------- | --------------- | --------------- | --------------- | --------------- | --------------- | --------------- | --------------- | --------------- | --------------- | --------------- |
| Джерело: PRISM Climate Group |                 |                 |                 |                 |                 |                 |                 |                 |                 |                 |                 |                 |                 |

## Демографія
Згідно з переписом 2010 року, у місті мешкала 31 531 особа в 14 069 домогосподарствах у складі 8638 родин. Було 21970 помешкань
Расовий склад населення:
| - 91,9 % — білих - 1,9 % — чорних або афроамериканців - 1,3 % — азіатів - 0,6 % — корінних американців - 1,6 % — осіб інших рас |

До двох чи більше рас належало 2,7 %. Частка іспаномовних становила 1,8 % від усіх жителів.
За віковим діапазоном населення розподілялося таким чином: 17,3 % — особи молодші 18 років, 56,7 % — особи у віці 18—64 років, 26,0 % — особи у віці 65 років та старші. Медіана віку мешканця становила 50,5 року. На 100 осіб жіночої статі у місті припадало 87,9 чоловіків;  на 100 жінок у віці від 18 років та старших — 84,6 чоловіків також старших 18 років.
Середній дохід на одне домашнє господарство  становив 95 472 долари США (медіана — 70 918), а середній дохід на одну сім'ю — 118 139 доларів (медіана — 91 940). Медіана доходів становила 62 690 доларів для чоловіків та 47 001 долар для жінок. За межею бідності перебувало 6,4 % осіб, у тому числі 10,6 % дітей у віці до 18 років та 3,5 % осіб у віці 65 років та старших.
Цивільне працевлаштоване населення становило 14 795 осіб. Основні галузі зайнятості: освіта, охорона здоров'я та соціальна допомога — 22,4 %, науковці, спеціалісти, менеджери — 15,7 %, роздрібна торгівля — 15,0 %.